# David Blake
David Blake (* um 1990) ist ein kanadischer Jazzmusiker (Gitarre, Komposition).

## Leben und Wirken
Blake David lernte zunächst Saxophon und beschäftigte sich mit der Musik von Charlie Parker; im Jugendalter weckten Gitarristen wie Jimi Hendrix und Angus Young sein Interesse, bevor er Jazzgitarristen wie Kenny Burrell und Wes Montgomery entdeckte. Dies bewog ihn mehrere Jahre bei Bill Coon Unterricht zu nehmen, bevor er sich 2007 an der Capilano University einschrieb. Weiterhin studierte er 2011/12 an der University of Toronto.
Blake begann zunächst in der Jazzszene von Vancouver zu arbeiten, darunter im Cellar Jazz Club in Vancouver, um in den folgenden Jahren in Veranstaltungsorten im ganzen Land aufgetreten, etwa im The Rex in Toronto, im Upstairs in Montreal, im National Music Centre in Calgary oder der Yardbird Suite in Edmonton. Davids Kompositionen wurden von verschiedenen Gruppen aufgeführt, u. a. beim Vancouver International Jazz Festival. Er war außerdem Gastgeber von Vancouvers am längsten laufender Jazz-Jam-Session im Goldie’s Pizza in Vancouver. 2013 legte er sein Debütalbum Next Year People vor, eingespielt mit Wynston Minckler (Bass) und Dan Gaucher (Schlagzeug). 2017 folgte ein weiteres Trioalbum, Sometimes I Get to Practice Flying (mit Darren Radtke, Bass und Joe Poole, Schlagzeug).
Weitere Aufnahmen entstanden 2014 mit dem Quintett von Sängerin Jaclyn Guillou (Winter for Beginners). Nach einem Album als Begleiter von Natasha D’Agostino (Endings Rarely Are, 2017) legte Blake 2022 das Album Fun House (Cellar Music) vor, eingespielt mit dem Trompeter Thad Bailey-Mai, Pianist Brad Turner, Bassist Conrad Good und Bernie Arai (Schlagzeug). Darauf spielte er neben eigenen Kompositionen Standards wie Duke Ellingtons „The Single Petal of a Rose“. 2023 erschien sein Album Trio with Drew Gress and Ari Hoenig. Inzwischen lebt Blake in New York City.